# Bůhzdař
Bůhzdař (Duits: Glückauf of Glückauf in Böhmen) is een Tsjechische plaats in de gemeente Zájezd in de regio Midden-Bohemen en maakt deel uit van het district Kladno. Het dorp ligt op ongeveer 1 km afstand van Zájezd.
Bůhzdař telt 22 inwoners (2021).

## Geschiedenis
De eerste schriftelijke vermelding van het dorp dateert van 1602.
Sinds 1960 maakt Bůhzdař deel uit van de gemeente Zájezd.

## Verkeer en vervoer

### Autowegen
Er leiden regionale wegen naar het dorp. Net buiten Bůhzdař ligt snelweg D7.

### Spoorlijnen
Er is geen spoorlijn of station in het dorp. Het dichtstbijzijnde station is Brandýsek, op 6 km afstand. Dat station ligt aan spoorlijn 093 Kralupy nad Vltavou - Kladno.

### Buslijnen
Er is één bushalte in het dorp:
| Halte           | Lijn | Traject           | Vervoerder                                    |
| --------------- | ---- | ----------------- | --------------------------------------------- |
| Zájezd, Bůhzdař | 622  | Kladno - Číčovice | ČSAD MHD Kladno (i.o.v. Arriva Střední Čechy) |

De bushalte Buštěhrad, Bouchalka van lijn 342 Praag-Nádraží - Slaný (vervoerder: POHL Kladno) ligt net buiten Bůhzdař, aan snelweg D7.

## Bezienswaardigheden
- Voormalige steenbakkerij

## Galerij

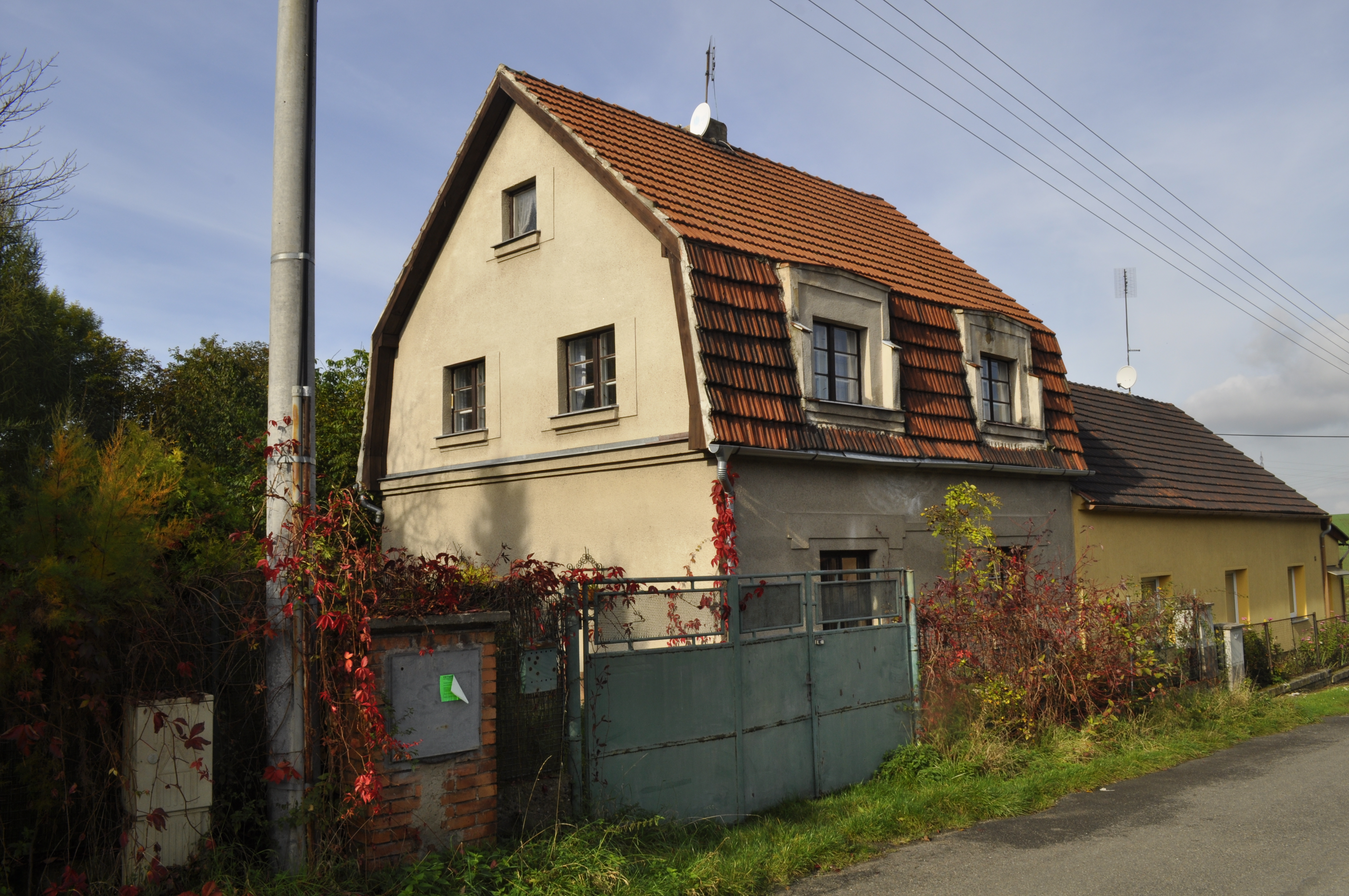
Huis in Bůhzdař
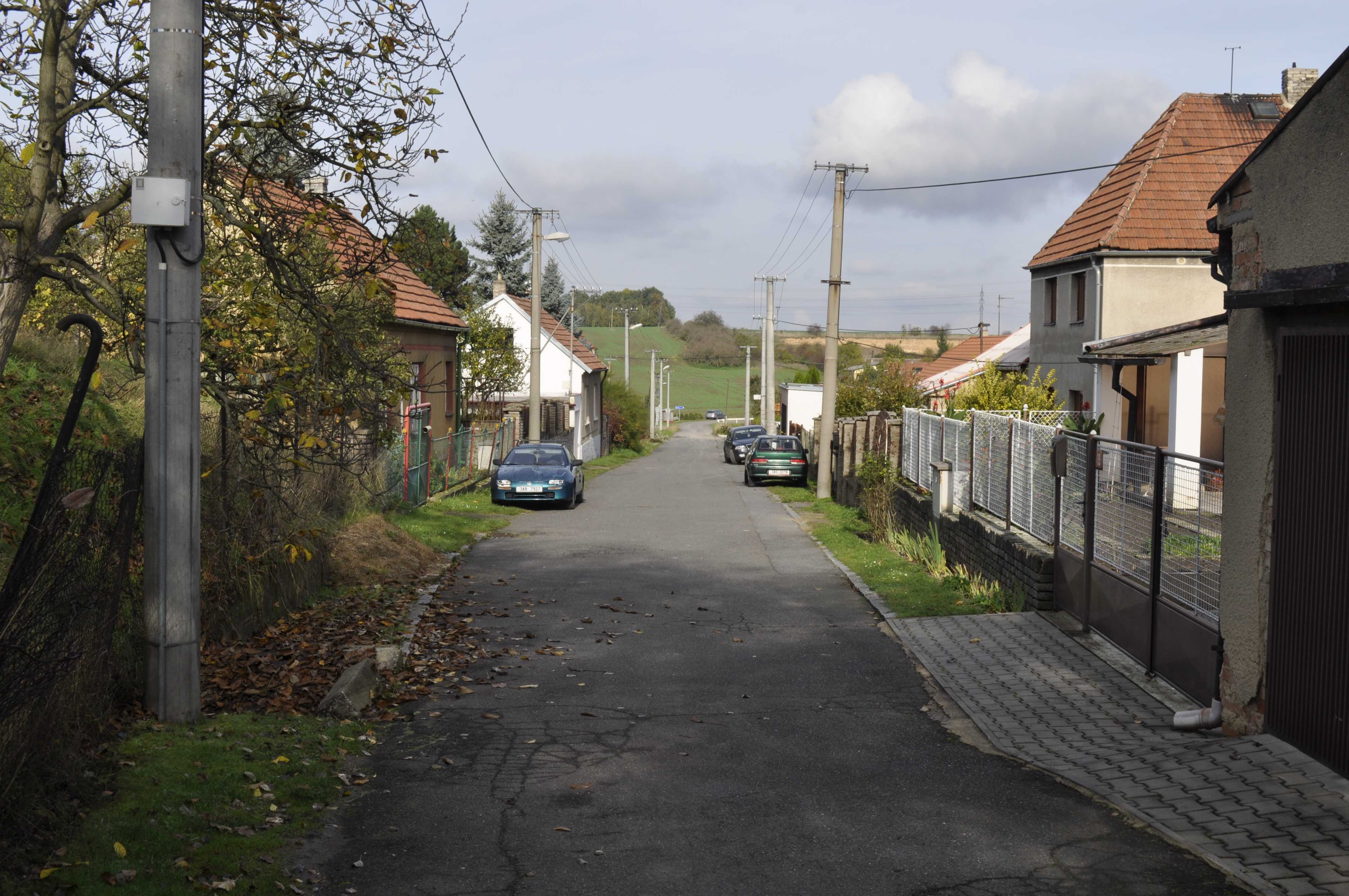
Straat in Bůhzdař